# Хечул-Ноу
Хечул-Ноу (рум. Heciul Nou) — село у Синжерейському районі Молдови. Адміністративний центр однойменної комуни, до складу якої також входить село Тріфенешть.

## Населення
За даними перепису населення 2004 року у селі проживали 2167 осіб.
Національний склад населення села:
| Національність | Кількість осіб | Відсоток |
| -------------- | -------------- | -------- |
| молдавани      | 2154           | 99,4%    |
| українці       | 10             | 0,5%     |
| росіяни        | 3              | 0,1%     |
| Всього         | 2167           | 100%     |